# Capul Arkona

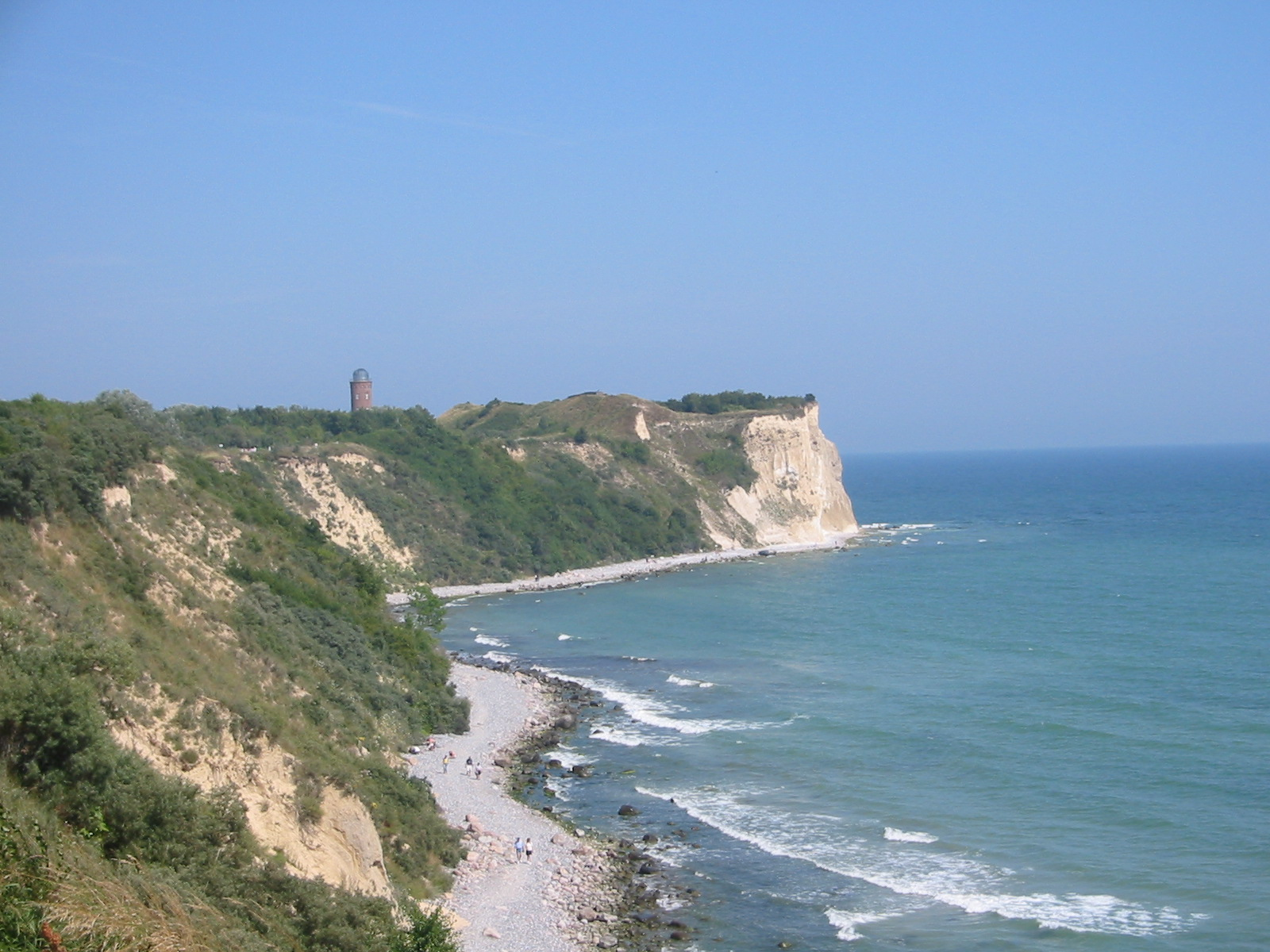
Capul Arkona

Capul Arkona  este un promontoriu de 45 m înălțime, din cretă, care constituie o faleză pe coasta insulei Rügen, fiind capul peninsulei Wittow. Capul este un punct de atracție turistică, el fiind situat în apropierea satului de pescari Vitt, care aparține de comuna Putgarten, și este vizitat anual de cca 800.000 de turiști.
Pe cap se află două faruri, turnul Peil, două buncăre militare, cetatea slavă Jaromarsburg, două restaurante și clădiri destinate turiștilor.
Capul este socotit cel mai nordic punct al insulei. În timpul furtunilor din iarnă se rup fragmente mari de roci din Capul Arkona. Punctul cel mai înalt al capului fiind Gellort, de aici i se oferă turistului panorama insulei.